# Betty Schwabe

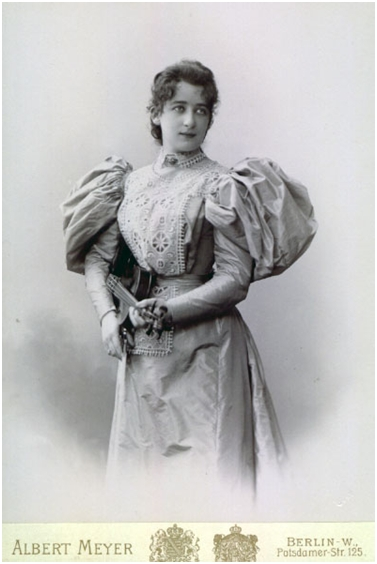
Betty Schwabe 1898. Fotografie von Albert Meyer

Betty Schwabe (* 27. Februar 1875 in Aachen; † nach dem 12. Juli 1943 im Vernichtungslager Sobibor bei Włodawa) war eine deutsche Geigerin und Geigenlehrerin.

## Leben
Ihre Eltern waren Fanny Schwabe geb. Prenslau (1853–1915) und der Kaufmann Heino Schwabe (?–1915). Ihre Schwester Alice (1876–?) wurde Pianistin und Klavierlehrerin. Ein Bruder starb wenige Monate nach seiner Geburt.
Im Alter von sieben Jahren erhielt sie ihren ersten Violinunterricht und wurde zwei Jahre später am Kölner Konservatorium aufgenommen. Dort studierte sie Violine bei Gustav Holländer (1855–1915), dem späteren Direktor des Stern’schen Konservatoriums in Berlin, der zu dieser Zeit Konzertmeister in Köln war. Bereits 1888, also mit ca. 13 Jahren, wechselte sie an die Königliche Hochschule Berlin. Der australische Geiger Johann Secundus Kruse (1859–1927) bereitete sie auf das Studium an der Königlichen Hochschule für Musik in Berlin vor. Von Oktober 1888 bis Ostern 1893 studierte sie dort zunächst bei Kruse, ab 1891 zusätzlich bei Joseph Joachim (1831–1907). Im letzten Studienjahr wurde sie ausschließlich von Joseph Joachim unterrichtet.
Ein Jahr vor ihrem Studienabschluss (Ostern 1893) debütierte sie am 18. Februar 1892 mit dem Berliner Philharmonischen Orchester unter der Leitung Joseph Joachims mit einem umfangreichen Programm. Dem Violinkonzert G-Dur von Joseph Joachim, der Ballade und Polonaise op. 38 von Henri Vieuxtemps sowie dem Violinkonzert e-Moll op. 64 von Felix Mendelssohn Bartholdy. Das Konzert wurde von der Klavierlehrerin und Publizistin Anna Morsch als derart beeindruckend empfunden, dass sie die junge Musikerin bereits ein Jahr später in ihr Buch „Deutschlands Tonkünstlerinnen. Biografische Skizzen aus der Gegenwart“ aufnahm.
In den Jahren zwischen 1892 und 1897 absolvierte Betty Schwabe eine umfangreiche Konzerttätigkeit, die sie sowohl in Deutschland als auch ins Ausland führte. Im Rahmen ihrer Konzertreise durch Deutschland, die Schweiz, Belgien, die Niederlande und Russland trat sie in Berlin, Frankfurt am Main und Leipzig auf. So ist beispielsweise für den 8. November 1893 ein Konzert mit den Straßburger Philharmonikern unter der Leitung von Franz von Stockhausen belegt, bei dem sie Ludwig van Beethovens Violinkonzert sowie das Capriccio für Violine und Orchester von Niels Gade darbot. Gemäß den „Straßburger Neuesten Nachrichten“ vom 9. November 1893 spielte sie damals auf einer Stradivarius-Geige im Wert von 28.000 Mark. Das letzte nachweisbare Solokonzert fand im Oktober 1897 im großen Saal der Philharmonie unter der Leitung von Arthur Nikisch mit Beethovens Violinkonzert statt (vgl. Neue Zeitschrift für Musik vom 22. Dezember 1897).
Betty Schwabe heiratete im September 1898 Alfred Francken (10. Mai 1866–7. September 1928) und stellte anschließend ihre Konzerttätigkeit weitgehend ein. Alfred Francken war Kaufmann und Teilhaber der Firma Gebrüder Francken und Alfred Francken und Siegmund Schmidt, Tuch-Engros, Aachen. Das Ehepaar lebte in Aachen, wo auch die Kinder zur Welt kamen: Die Tochter Ellen Francken (* 30. Sept. 1899), die spätere Pianistin und Klavierlehrerin Margot Francken, verh. Wilson (* 2. August 1901) und Joachim Phillip („Jock“) Francken (* 7. September 1906; † 1995).
Nach der Heirat sind nur noch vereinzelte Auftritte nachweisbar: 1923 spielte Betty Schwabe zusammen mit August Junker, Erich Orthmann und Willy Hahn Klavierquartette von Brahms. 1924 wirkte sie als Solistin beim Aachener Bachfest mit. Ebenfalls in Aachen spielte sie 1925 zusammen mit ihrer Schwester Alice Schwabe eine Violinsonate von Ildebrando Pizzetti. An einem 1930 von dem Pianisten Paul Schnitzler in Aachen gegründeten privaten Konservatorium unterrichtete Betty Schwabe Violine. Vermutlich aufgrund ihrer jüdischen Abstammung verlor sie nach der Machtübernahme der Nationalsozialisten 1933 ihre Anstellung am Konservatorium.
Aus ihrer Anmeldung bei der Reichsmusikkammer vom 19. Oktober 1934 geht hervor, dass sie weiterhin versuchte, als Musikerin tätig zu sein. Am 12. März 1936 entzog ihr die Reichsmusikkammer jedoch die Arbeitserlaubnis vollständig. Am 5. Mai 1937 zog Betty Schwabe „verwitwet und vollständig verarmt“ (Frankenbach 2009) nach Hamburg. Dort erhielt sie Unterstützung von der Aachener Pianistin Maria Syllm (Syllem) geb. Feibes (1891–1980), mit der sie in dieser Zeit privat musizierte.
Obgleich der Schriftwechsel mit der Reichsmusikkammer über eine Aachener Adresse (Horst-Wessel-Str. 87) geführt wurde und auch das nationalsozialistische „Lexikon der Juden in der Musik“ von 1940 ihren Aufenthaltsort noch mit Aachen angibt, ist davon auszugehen, dass Betty Francken bereits 1934 oder 1935 nach Hamburg umgezogen war. Sie nahm Kontakt mit der Hamburger jüdischen Gemeinde auf und wohnte in der Isestraße 37 zur Untermiete.
Ab 1938 sind Auftritte in Amsterdam belegt, so dass eine Flucht in die Niederlande um 1937/38 anzunehmen ist. Im Juni 1938 trat sie in Amsterdam mit der Pianistin Coba Swaan bei einem Konzert der „Joodsche Invalide“ auf, und am 15. März 1939 spielte sie mit der Pianistin Betsy von Praag im Apollo-Pavillon. Am 29. November desselben Jahres trat sie bei einem weiteren Konzert zugunsten jüdischer Flüchtlinge auf.

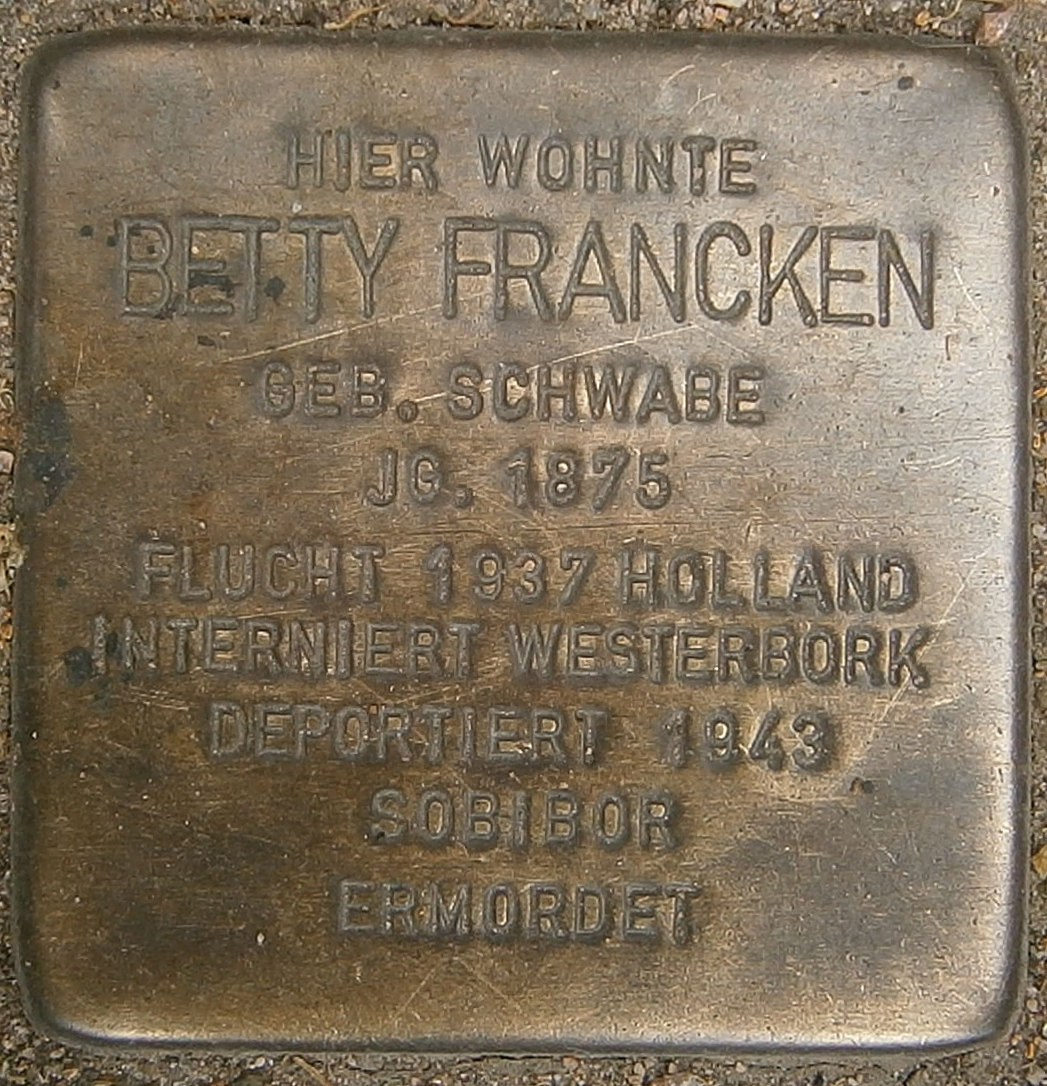
Stolperstein Isestraße 37 in Hamburg-Harvestehude.

Nach ihrer Verhaftung am 20. Juni 1943 in den Niederlanden wurde sie im Sammellager Westerbork inhaftiert und am 13. Juli 1943 in das Vernichtungslager Sobibor deportiert. Am 16. Juli, dem Tag ihrer Ankunft im Vernichtungslager, wurde Betty Schwabe für tot erklärt.
Auf ihrem Gedenkblatt der Gedenkstätte Yad Vashem ist ihr zuletzt ausgeübter Beruf mit Hausfrau angegeben.
Betty Schwabe spielte unter anderem auf einer Stradivari-Violine von 1697, die sie um 1892 erwarb. Auch eine weitere Geige von Antonio Stradivari (1722) soll zeitweise in ihrem Besitz gewesen sein. Zuletzt spielte sie eine Guarneri-Geige, die ihr im Durchgangslager Westerbork weggenommen wurde.